# Dave Buckner
Dave Buckner (ur. 29 maja 1976 w Los Angeles) – amerykański muzyk, były perkusista zespołu Papa Roach.